# Bahnhof Wijchen

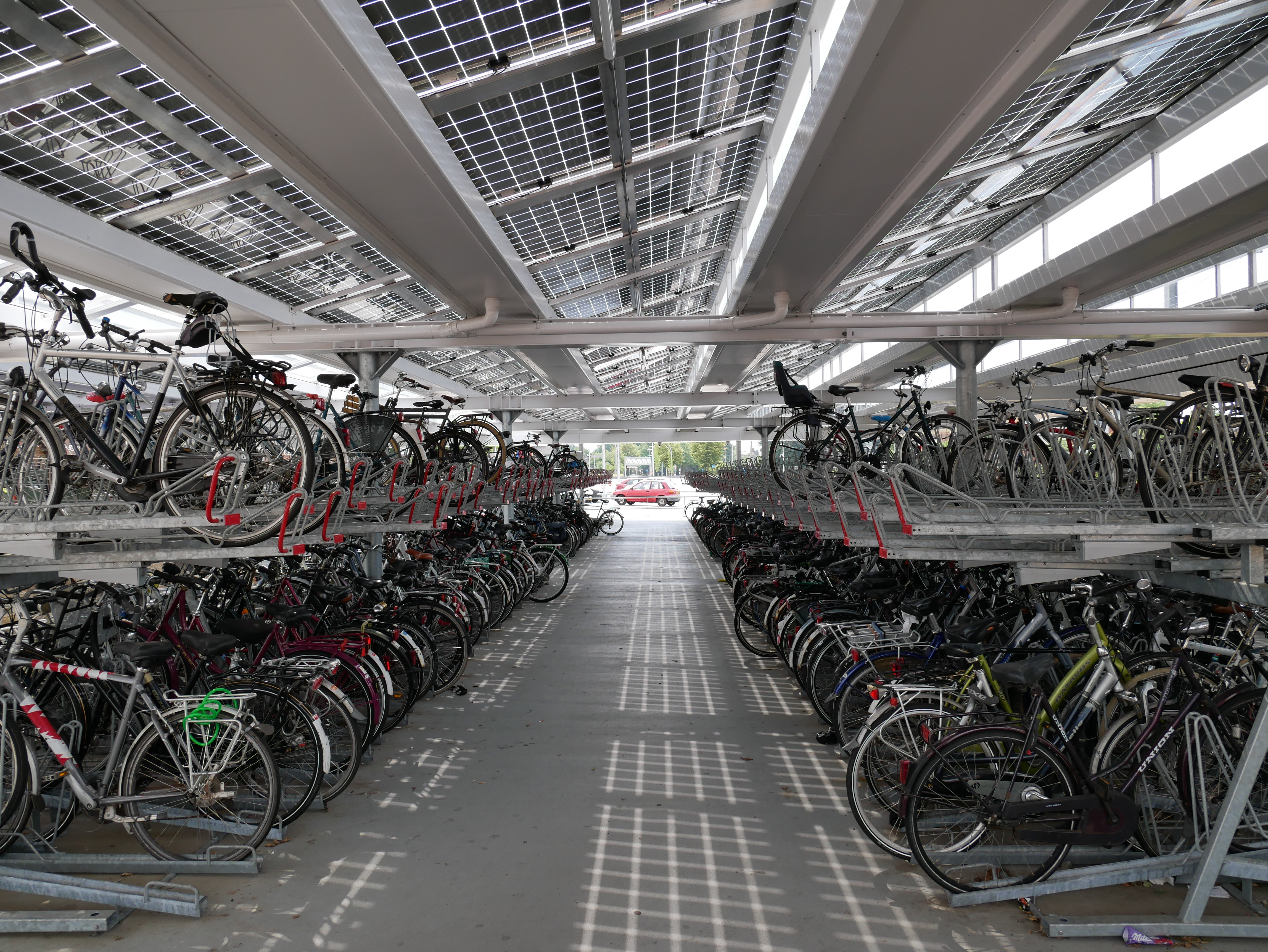
Fahrradstation (2019)

Der Bahnhof Wijchen ist ein Bahnhof in der Gemeinde Wijchen in der niederländischen Provinz Gelderland. Seine Eröffnung fand am 4. Juni 1881 zeitgleich mit der Inbetriebnahme der Bahnstrecke Tilburg–Nijmegen statt.

## Geschichte

Der 2014 neugebaute Inselbahnsteig (2019)

Das erste Bahnhofsgebäude des Types Helvoirt wurde von dem Eisenbahnunternehmen NZOS erbaut und im Jahre 1881 eröffnet. Nachdem das Unternehmen 1894 aufgelöst worden war, wurde der Bahnhof in den Aufgabenbereich der staatlichen Eisenbahngesellschaft NS übertragen. 1973 wurde das Gebäude geschlossen und noch im gleichen Jahr durch einen Bau des Architekten Cees Douma ersetzt.
Bis 2011 bestand die Station aus einem Inselbahnsteig, als man aufgrund der zunehmenden Passagierzahlen einen zusätzlichen Bahnsteig südlich der vorhandenen Plattform anlegte. Der Inselbahnsteig wurde 2014 abgerissen und mit einem Neubau ausgetauscht, der über eine Wendeanlage verfügt, die als Teil des Stadsregiorail-Projektes errichtet worden war.
Bei Renovierungsarbeiten im Jahre 2018 wurden die Südseite des Bahnhofs erneuert sowie eine Kiss-and-ride-Zone und eine neue Bushaltestelle gebaut. Die Baumaßnahmen erforderten Kosten in Höhe von 9,6 Millionen Euro.

## Streckenverbindungen
Der Bahnhof Wijchen wird im Jahresfahrplan 2022 von folgenden Linien bedient:
| Zugtyp   | Linienverlauf                                                                           | Frequenz |
| -------- | --------------------------------------------------------------------------------------- | --- |
| Sprinter | Dordrecht – Breda – Tilburg – ’s-Hertogenbosch – Wijchen – Nijmegen (– Arnhem Centraal) | halbstündlich (fährt abends nicht nach Arnhem; sonntags stündlich zwischen ’s-Hertogenbosch und Arnhem Centraal) |
| Sprinter | (Wijchen –) Nijmegen – Arnhem Centraal – Zutphen                                        | halbstündlich (abends und sonntags nicht nach Wijchen)                                                           |